# Skierniewice
Skierniewice je polské město v Lodžském vojvodství. Leží 60 km severozápadně od Varšavy, v historickém Mazovsku, a protéká jí říčka Skierniewka.

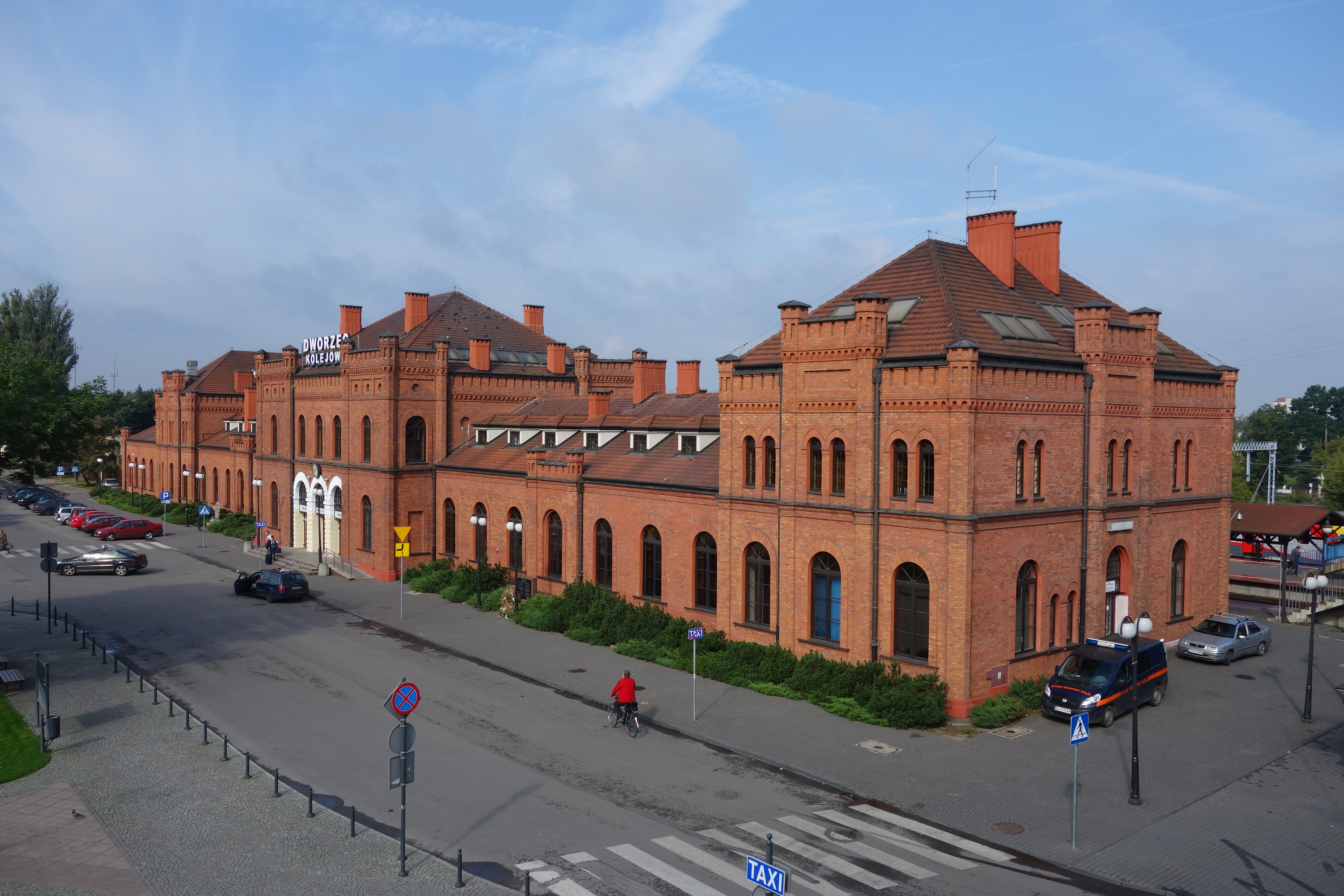
Železniční stanice z roku 1875

První zmínka o lokalitě pochází z 1359.
Žije v něm 48 932 obyvatel (2008) .

## Partnerská města
- Gera, Německo
- Châtelaillon-Plage, Francie
- Levice, Slovensko
- Náměšť na Hané, Česko
- Purgstall an der Erlauf, Rakousko
- Szentes, Maďarsko